# Computer on Module
Computer on Module（コンピュータ オン モジュール、CoM）は、語としてはSystem on a Chip（SoC）からの連想で、独立して計算ノードとして働くことができるコンピュータとして十分な機能が、「キャリアボード」とカードエッジで接続される(1枚の)基板（モジュール）に実装されたコンピュータである。System on Module（システム オン モジュール、SoM）とも呼ばれる。

## 概略
1～数個のマイクロプロセッサーを中心に、RAM、入出力コントローラ、そしてコンピュータとして機能するのに必要なその他の機能が1枚の板にまとめられ設計されている。ワンボードマイコンと異なるのは、ワンボードマイコンには周辺機器を直接接続するための数種～多数のコネクタが付いているのが通例であるのに対し、CoMにはキャリアボード接続用のカードエッジのみしか用意されていない点である。
これらのモジュールは、外部バス配線を標準サイズの周辺機器用コネクタへと拡張するために、通常は「キャリアボード」や「ベースボード」と呼ばれるものに固定される。いくつかのCOMではキャリアなしでも済むように周辺機器用コネクタが備わっている。COM/SOMの採用によって、組み込みシステムを必要とする低消費電力や省スペースが求められる小型、または特殊な用途での密度の濃いコンピュータシステムが提供できる。いくつかの製品ではFPGAが含まれている。
COMの通常の使用形態は「モジュール」と呼ばれるCOMボードそのものと、それを装着する「キャリアボード」の2枚1組で1つの電子回路ユニットを構成することが多く、産業用機器メーカーのようなコンピューター回路の専業ではない企業が製品を製造するときに、CPU周辺のメモリや標準インタフェース回路は市販されているCOMボード、つまりモジュールを購入して済ませ、その周辺回路となるリレーやアンプ、センサ駆動回路といった独自の電子回路をキャリアボード上に実装し、これら2枚を組み合わせることで自社製品に必要な機能を実現するという用途が一般的である。
"Computer-on-Module"と"COM"という言葉は、米Venture Development社（Natick、マサチューセッツ州）が、組み込み用コンピュータを説明するために作ったものである。この言葉はCOM Expressフォーマットが業界標準となるに従って有名になった。
多くのメーカーが"system-on-module"や"computer-on-module"として製品を提供している。
有名なところでは、米Advanced Knowledge Associates社（サンタクララ、カリフォルニア州）、
米BCM Advanced Research社（アルバイン、カリフォルニア州）、MEN Micro社（アンブラー、ペンシルベニア州）、イタリアのDAVE Embedded Systems社がある。

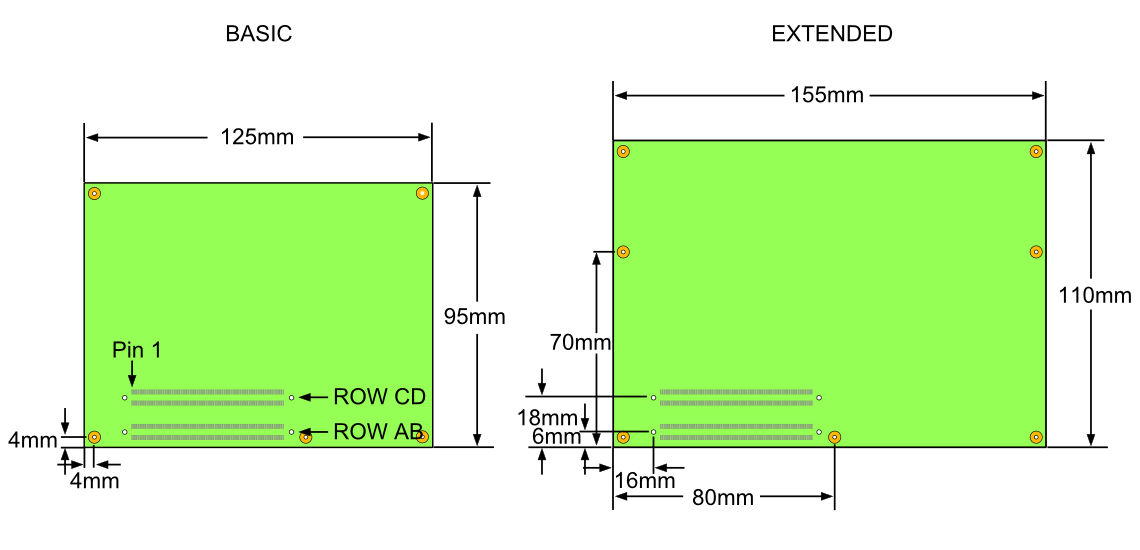
COM規格の2つの外形
左が「ベーシック」で右が「イ
クステンデット」である。ボードの大きさに違いがあるが、コネクタは（図の左下を基準に）同じ位置にある。

## COM規格からの派生規格
COM規格にはCOM Expressのような幾つかの派生規格が存在する。
- COM Express
- ETXexpress：元々レガシーインターフェースを備えサイズも異なっていたが、今ではCOM Expressとほとんど同じ仕様になっている
- XTX：114mm×95mmのサイズといった従来のETXexpress規格を元にしている。100ピンのコネクタ×4
- PCI/104-Express：96mm×90mmのPCI/104規格でPCIとPCI Expressをサポートする
- PCIe/104：96mm×90mmのPCI/104規格でPCI Expressのみをサポートする
- Qseven：70mm×70mm、230ピンのコネクタ
- ESMexpress：125mm×95mm（ESMiniでは95mm×55mm）、120ピンのコネクタ×2で高信頼性が求められる用途に用いられる[1]